# 600-lecie Uniwersytetu Jagiellońskiego (monety)
600-lecie Uniwersytetu Jagiellońskiego – dwie monety okolicznościowe o nominale 10 złotych, bite w miedzioniklu w roku 1964, o identycznym rysunku awersu i rewersu, z tym że napisy na rewersie jednej z nich są wypukłe, a drugiej wklęsłe. 